# Вакаба Туре
Вакаба Туре (*д/н — 1858) — засновник держави Кабадугу, фаама (володар) в 1815—1858 роках.

## Життєпис
Належав до мусульманської знаті малінке з Саматигіли. Замолоду став марабутом, можливо належав до якогось суфійського тарікату, що свідчить про навчання в Тімбукту або Дженне. Потім був одним з військовиків держави Нафана. 1815 року скористався війної останньої проти клану Торон, повстав й заснував власну державу. До 1827 року зайняв область в Одієнне, де заснував свою столицю Софадугу. Тут його зустрів французький мандрівник Рене Огюст Кайє.
Зміцнивши своє становище у 1840 році розпочав поступове захоплення Нафани, яке завершив 1848 року, зруйнувавши ворожу столицю Тійєфу. Помер 1858 року. Йому спадкував син Вабрема Туре.